# GEO (компьютер)

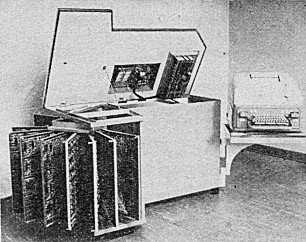
GEO-1

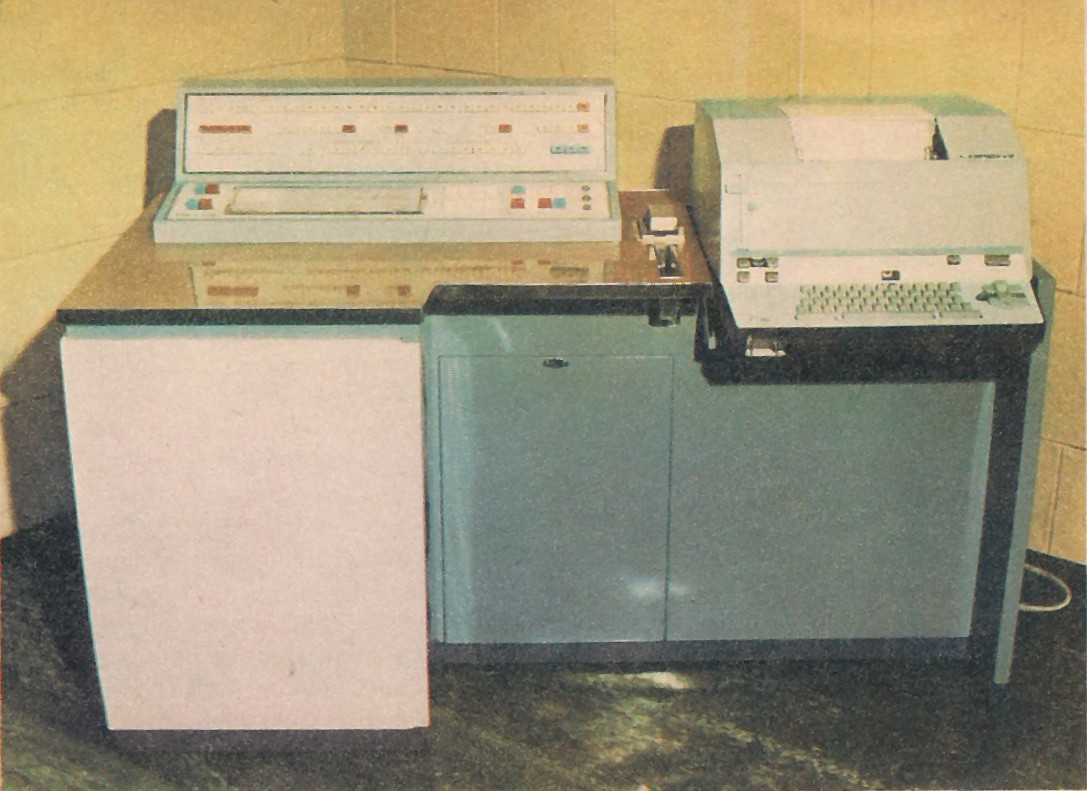
GEO-2

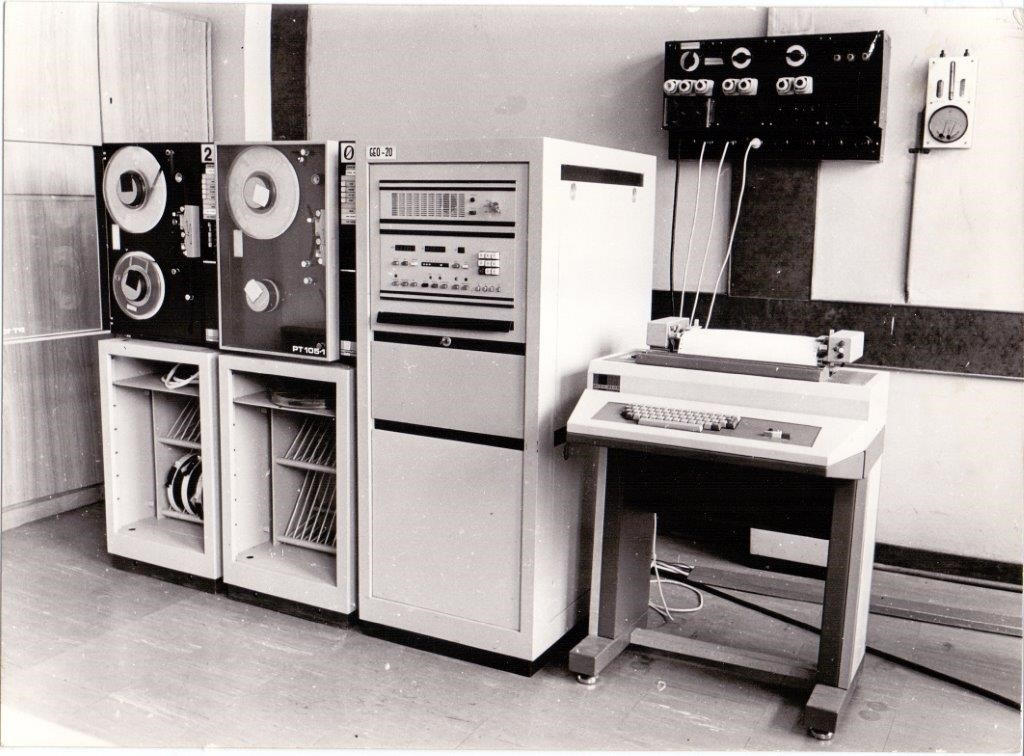
GEO-20

GEO — семейство малых специализированных компьютеров для инженерных вычислений (преимущественно геодезических), производившееся в Польше. Сборка велась на кафедре проектирования математических машин Варшавской политехники при содействии Института геодезии и картографии. Универсальные компьютеры XYZ и UMC-1, использовавшиеся в геодезии для государственной треугольной компьютерной сети с 1960 года, были единственными, кто занимался геодезией. Простых специализированных компьютеров на тот момент не хватало. Всего было произведено с 1967 по 1986 годы 28 серийных компьютеров и один прототип.

## Отличительные особенности
- Простота эксплуатации и технического обслуживания
- Высокая надёжность и устойчивость к условиям эксплуатации (как минимум несколько недель безаварийной работы)
- Наличие программ в постоянной памяти
- Невысокая стоимость закупки и эксплуатации на промышленных предприятиях
- Способность решать сложные задачи
- Использование от 20 до 30 программ для геодезических задач
- В конструкции использован опыт прошлых лет при построении других вычислительных машин

## Модели[3]
| Модели | Годы      | Произведено                                    | Примечания             |
| ------ | --------- | ---------------------------------------------- | ---------------------- |
| GEO-1  | 1966—1967 | 1                                              | прототип               |
| GEO-2  | 1968—1970 | 11                                             | Модификация GEO-1      |
| GEO-20 | 1970—1973 | 7                                              | Модифицированный GEO-2 |
| GEO-3  | 1983—1986 | 10 (7 экземпляров до 1985 года, 3 в 1986 году) | Микрокомпьютер         |